# Выборы мэра Москвы (2003)
Выборы мэра Москвы 2003 года прошли 7 декабря 2003 года одновременно с выборами в Государственную думу.

## Кандидаты в мэры города Москвы
- Краснов, Александр Викторович (род. 31 октября 1956 г., Москва). На момент выборов был главой управы Пресненского района Москвы. Независимый кандидат, был выдвинут 13 октября 2003.
- Лебедев, Александр Евгеньевич. Президент АКБ «Национальный резервный банк». Независимый кандидат, был выдвинут 8 октября 2003 г. Возглавлял в то время московскую часть федерального списка избирательного блока «Родина».
- Лифанов, Николай Степанович. Генеральный директор ЗАО «Объединение Прогресс».
- Лужков, Юрий Михайлович. Мэр Москвы. Независимый кандидат, был выдвинут 24 сентября 2003 г. Входил в первую тройку федерального списка партии «Единая Россия».
- Митрофанов, Алексей Валентинович. Депутат Государственной Думы Федерального Собрания РФ. Независимый кандидат, был выдвинут 22 сентября 2003 г. Входил в центральную часть федерального списка ЛДПР. В выборах не участвовал, снял свою кандидатуру в связи с тем, что принял решение баллотироваться только в Госдуму РФ.
- Стерлигов, Герман Львович. Независимый кандидат, был выдвинут 12 сентября 2003 г. Российский политический и общественный деятель, предприниматель, один из первых в России мультимиллионеров. Организовал в 1990 году первую в стране товарную биржу под названием «Алиса». На момент выборов — заместитель генерального директора Регионального благотворительного фонда помощи материнству «Не убий».
- Смыков, Игорь Александрович. Российский политический и общественный деятель, правозащитник. На момент выборов — начальник юридического отдела ОАО «Дело». Независимый кандидат, был выдвинут 1 октября 2003 г. В выборах не участвовал, снял свою кандидатуру в пользу Лужкова.

## Итоги выборов
| Место                       | Кандидат                    | Голоса    | %      |
| --------------------------- | --------------------------- | --------- | ------ |
| 1.                          | Юрий Лужков                 | 3 018 500 | 74,83  |
| 2.                          | Александр Лебедев           | 499 318   | 12,78  |
| 3.                          | Герман Стерлигов            | 147 320   | 3,65   |
| 4.                          | Николай Лифанов             | 46 222    | 1,15   |
| Против всех                 | Против всех                 | 289 314   | 7,17   |
| Недействительных бюллетеней | Недействительных бюллетеней | 32 963    | 0,82   |
| Всего                       | Всего                       | 4 033 637 | 100,00 |